# 王臣 (景泰進士)
王臣（1427年—？），字公輔，陝西西安府長安縣人，民籍，明朝政治人物。同進士出身。

## 生平
陝西鄉試第十三名。景泰五年（1454年）甲戌科會試第八十五名，殿試登進士第三甲第十一名。

## 家族
曾祖王良，曾任元廉訪司僉事。祖父王曾瑀，曾任正術。父王珪。